# Mesozoa
Clade
Classes de rang inférieur
- Dicyemida
- Orthonectida
- ?Monoblastozoa

Les mésozoaires forment un groupe d'animaux très simples, anciennement rassemblés pour cette seule raison. La plupart sont des organismes marins parasites de divers autres animaux marins comme des céphalopodes, plathelminthes, némertes, annélides, mollusques ou échinodermes. 
Les mésozoaires ne possèdent que deux types de tissus (par perte du mésoderme) et n'ont pas de tube digestif et de système nerveux. Ils sont généralement constitués d'un somatoderme (couche externe) de cellules ciliées entourant une ou plusieurs cellules reproductrices. Il semble que ce soient des pertes secondaires liées à la vie parasitaire.
Au début du XXIe siècle, les Mésozoaires étaient classés comme embranchement mais :
- des études de phylogénie moléculaire les montrent comme un groupe polyphylétique,
- une étude récente les redéfinit en tant que groupe monophylétique, qui aurait émergé parmi les Spiraliens en tant que groupe frère des Platyzoaires (ou Rouphozoaires (en)).
Le terme mésozoaire est actuellement plutôt utilisé de manière informelle, son statut de taxon étant incertain.

## Historique
Embranchement
Classes de rang inférieur
- Orthonectida
- Rhombozoa
- Monoblastozoa
- Placozoa

Certains chercheurs classaient auparavant les Mésozoaires comme l'unique embranchement du sous-règne des Agnotozoaires (en). D'autres ont pensé que certains des mésozoaires étaient en fait des protistes et non des animaux.
Au XIXe siècle, les Mésozoaires formaient un taxon poubelle regroupant l'ensemble des organismes multicellulaires dépourvus de la gastrula invaginante qui était censée définir les métazoaires.

## Classification
Cet ancien embranchement rassemblait quatre groupes :
- les Orthonectides (comme Rhopalura ophiocomae…)
- les Rhombozoaires (dont le genre Dicyema).
- les Monoblastozoa
- les Placozoa

La situation phylogénétique de ces groupes est incertaine. Des études de phylogénie moléculaire ont suggéré que ce groupe, même restreint aux Rhombozoaires et Orthonectides, pouvait être polyphylétique,, comme l'avaient envisagé Brusca et Brusca (1990). Toutefois ce point de vue est remis en question par d'autres études, qui n'excluent pas d'en faire un sous-clade des platyzoaires.
On a trouvé chez les dicyémidés, que l'on considérait non-bilatériens, des gènes HOX. Ces parasites seraient donc des bilatériens qui se seraient simplifiés par la suite. Mais Komoko Noto et Hiroshi Endō (2004) n'excluent pas qu'il puisse s'agir de ciliés ayant acquis des gènes de leurs hôtes bilatériens, ce qui ferait d'eux d'authentiques chimères.